# 符騰堡的亞當
符騰堡的亞當（德語：Adam von Württemberg，1792年1月16日—1847年7月26日），符騰堡路德維希公爵的長子，母親是亞當·卡齊米日·恰爾托雷斯基的女兒瑪麗亞·恰爾托雷斯卡。

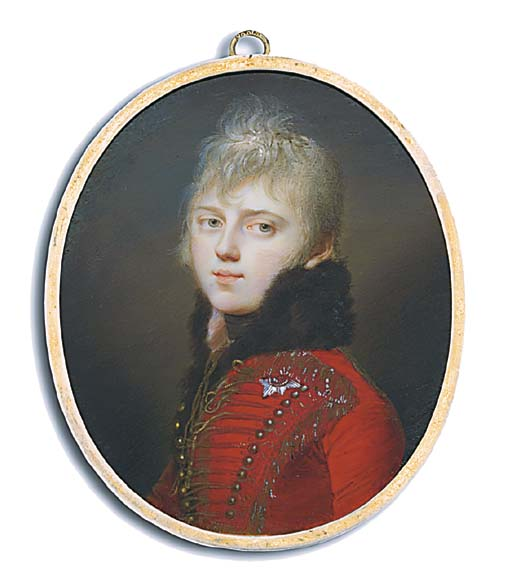

1830年，波蘭爆發十一月起義。亞當作為俄羅斯帝國軍官指揮軍隊鎮壓起義軍，但於1831年2月被約瑟夫·德威尼基的軍隊打敗。
亞當終生未婚，1847年於巴特施瓦爾巴赫去世，享年55歲。